# Lorenzo Patta
Lorenzo Patta (né le 23 mai 2000 à Oristano) est un athlète italien, spécialiste du 100 mètres, champion olympique du 4 x 100 m en 2021  à Tokyo.

## Biographie
En 2021, il se classe deuxième du 100 m des championnats d'Europe par équipes de Chorzów, derrière le Français Mouhamadou Fall. 
Le 6 août 2021, il remporte la médaille d'or du relais 4 × 100 mètres aux Jeux olympiques de 2020 à Tokyo, en compagnie de Marcell Jacobs, Eseosa Desalu et Filippo Tortu.

## Palmarès
| Date | Compétition                       | Lieu     | Résultat | Épreuve   | Temps   |
| ---- | --------------------------------- | -------- | -------- | --------- | ------- |
| 2019 | Championnats d'Europe juniors     | Borås    | 2e       | 4 x 100 m |         |
| 2021 | Championnats d'Europe par équipes | Chorzów  | 2e       | 100 m     | 10 s 29 |
| 2021 | Jeux olympiques                   | Tokyo    | 1re      | 4 x 100 m | 37 s 50 |
| 2023 | Jeux européens                    | Chorzów  | 2e       | 4 × 100 m | 38 s 47 |
| 2023 | Championnats du monde             | Budapest | 2e       | 4 × 100 m | 37 s 62 |
| 2024 | Championnats d'Europe             | Rome     | 1er      | 4 × 100 m | 37 s 82 |
| 2024 | Jeux olympiques                   | Paris    | 4e       | 4 × 100 m | 37 s 68 |

## Records
| Épreuve    | Temps   | Lieu   | Date        |
| ---------- | ------- | ------ | ----------- |
| 100 mètres | 10 s 13 | Savone | 13 mai 2021 |